# Taça de Portugal 1984-1985
La Taça de Portugal 1984-1985 fu la 45ª edizione della Coppa di Portogallo. Il Benfica si aggiudicò il trofeo per la diciannovesima volta nella sua storia sconfiggendo in finale 3-1 i campioni in carica di Porto presso lo Stadio nazionale di Jamor ad Oeiras.

## Ottavi di finale
| Locali  | Risultato      | Ospiti           |
| ------- | -------------- | ---------------- |
| Rio Ave | 1 - 1 (d.t.s.) | Sporting Lisbona |

| Locali      | Risultato | Ospiti            |
| ----------- | --------- | ----------------- |
| Salgueiros  | 0 - 1     | Boavista          |
| Varzim      | 2 - 1     | Académica         |
| Porto       | 1 - 0     | Braga             |
| Paredes     | 3 - 1     | Marinhense        |
| Gil Vicente | 0 - 1     | Covilhã           |
| Marítimo    | 2 - 0     | Vitória Guimarães |
| Benfica     | 4 - 0     | Cova da Piedade   |

| Locali           | Risultato | Ospiti  |
| ---------------- | --------- | ------- |
| Sporting Lisbona | 0 - 1     | Rio Ave |

## Quarti di finale
| Locali  | Risultato | Ospiti   |
| ------- | --------- | -------- |
| Varzim  | 3 - 2     | Boavista |
| Covilhã | 1 - 0     | Marítimo |
| Paredes | 0 - 3     | Benfica  |

| Locali | Risultato | Ospiti  |
| ------ | --------- | ------- |
| Porto  | 3 - 0     | Rio Ave |

## Semifinali
| Locali  | Risultato | Ospiti  |
| ------- | --------- | ------- |
| Porto   | 1 - 0     | Varzim  |
| Benfica | 2 - 0     | Covilhã |

## Finale
| Arbitro: | Raúl Nazaré (Setúbal) |

|                                    |           |                  |
| Nunes 14’ Manniche 33’, 47’ (rig.) | Marcatori | 67’ (rig.) Futre |

| Benfica | Porto |

### Formazioni
| Benfica     |   |                      |     |     |
|             |   |                      |     |     |
| POR         | 1 | Manuel Bento ()      | 70’ |     |
| TD          |   | Minervino Pietra     |     |     |
| DC          |   | António Bastos Lopes |     |     |
| DC          |   | António Oliveira     |     |     |
| TS          |   | Álvaro Magalhães     |     |     |
| CEN         |   | Shéu                 |     |     |
| CEN         |   | Carlos Manuel        |     | 73’ |
| CEN         |   | Adelino Nunes        |     |     |
| CEN         |   | José Luis            |     |     |
| CEN         |   | Diamantino Miranda   |     | 73’ |
| ATT         |   | Michael Manniche     |     |     |
| Sostituiti: |   |                      |     |     |
| ATT         |   | Nené                 |     | 73’ |
| ATT         |   | Wando                |     | 73’ |
| Allenatore: |   |                      |     |     |
| Pál Csernai |   |                      |     |     |

| Porto       |   |                      |     |     |
|             |   |                      |     |     |
| POR         | 1 | Zé Beto              |     |     |
| TD          |   | João Pinto           |     |     |
| DC          |   | Eurico Gomes         |     |     |
| DC          |   | António Lima Pereira |     | 35’ |
| TS          |   | Augusto Inácio       |     |     |
| CEN         |   | António Frasco       | 83’ |     |
| CEN         |   | Quim                 | 89’ |     |
| CEN         |   | Paulo Futre          |     |     |
| CEN         |   | Jaime Magalhães      |     |     |
| CEN         |   | Vermelhinho          |     |     |
| ATT         |   | Fernando Gomes ()    |     | 35’ |
| Sostituiti: |   |                      |     |     |
| CEN         |   | José Semedo          |     | 35’ |
| CEN         |   | Mito                 |     | 35’ |
| Allenatore: |   |                      |     |     |
| Artur Jorge |   |                      |     |     |